# بيكا (ون بيس)
بيكا (ピ ー カ) هو أحد شخصيات انمي ومانغا ون بيس، وهو أحد المنفذين الأعلى الثلاثة في دريسروزا من قراصنة دونكيهوتي، وهو زعيم فرقة جيش بيكا من قراصنة دونكيهوتي، وأيضا هو أحد الخصوم الرئيسية في ارك دريسروزا.

## مظهره
بيكا هو رجل طويل جدا وضخم الجسد ولديه عضلات كبيرة ومنتفخة، حتى عندما كان طفله 9 سنوات كان ضخما وطويلا، ويرتدي بيكا لباس ذهبي من المعادن يشبه الدروع وخضوذة ذهبية على رأسه، ويرتدي حذاء ذهبي كبير، ويرتدي قفازات لونها بنفسجي، وشعر بيكا طويل يمتد إلى اسفل كتفيه ولونها بنفسجي فاتح جدا، وكتفاه كبيرا جدا وكرويا يوجد بهما مسامير كبيرة، وبيكا شخض طويل القامة جدا لدرجة كبيرة فهو أطول من ديامانتي وتريبول اللذان يعتبران طويلان، وبيكا هو أكبر المنفذين حجما.

## شخصيته
بيكا هو شخص هادئ على الاغلب بسبب صوته الحاد جدا مقارنة بحجمه الكبير فهو حساس جدا لصوته، وعندما يسخر أحد من صوته فهو يغضب جدا ويقتل الناس

| ”               | الغزو يحدث في كل مكان لماذا يلقي الجميع اللوم على دوفي! | “ |
| —بيكا يحدث زورو |                                                         |   |

و أيضا بيكا مخلص جدا لدوفلامينجو فقد تخلى عن معركته ضد رورونوا زورو لحمي دمية التشيبوكاي دوفلامينجو التي قطعت من قبل كيروس، وأيضا بيكا يرى طاقمه على انهم عائلته، ويعتقد بيكا بأن دوفلامينجو هو الحاكم الشرعي لدريسروزا وانها تنتمي لعائلة دونكيهوتي، وأيضا بيكا يغضب عندما يهزم طاقمه، ولكن بيكا لم يتردد بأهانة ديامانتي بعد أن هزم على يد كيروس حيث قال عنه انه مثير للشفقة، وأيضا بيكا حاول قتل بيبي 5 مباشرة بعد أن عرف خيانتها

و بيكا يعتمد على قوة فاكهة الشيطان الخاصة به وقال بأنها كافية لهزيمة جميع الاعداء في دريسروزا، وقال لدوفلامينجو بأن ثلاثة أو ثلاث مئة شخص لا يشكل فرق بالنسبة له، وهو أيضا واثق بالهاكي الخاص به حيث قال لزورو بأنه لن يقطع إذا غطى جسمه بالهاكي

و مثل بقية شخصيات ون بيس بيكا يمتلك ضحكة خاصة وهي "بيكيا - بيكيا - بيكارارارا-.

## علاقاته

### قراصنة دونكيهوتي
بيكا يعرف قائده دونكيهوتي دوفلامينجو منذ ان كان في التاسعة من عمره، وهو مخلص له جدا، وأيضا قال بأنه سيفعل أي شيء لدوفلامينجو، وأيضا دوفلامينجو كان يغضب بشدة لمن يضحك على صوت بيكا

اما دياماناتي فعلى الرغم من انهما عملا معا لمدة 31 عاما إلا ان بيكا كان غاضب من ديامانتي بعد أن تمت هزيمته من قبل كيروس، وديامانتي كان غاضبا من الجندي الذي سخر من صوت بيكا

تيربول على الرغم من انهما لا يتفإعلان كثيرا إلا انهما عملا معا تحت امرة دوفلامينجو لمدة 31 عاما مع كل من فيرغو وديامانتي، لهذا غضب تريبول من الجندي الذي ضحك على بيكا

بيبي 5 كانت بيبي 5 من فرقة جيش بيكا وكانت متفاعلة جدا معه، حيث أنها قتلت الجندي الذي ضحك على بيكا فورا، ولكن بعدا ان تركت بيبي 5 قراصنة دونكيهوتي ووقعت بحب ساي اعتبرها بيكا خيانة وحاول قتلها

بافلو عندما كان بافلو طفلا سخر من صوت بيكا لذلك تعرض للضرب، ولكن بعد أن كبر أصبح ضمن جيش بيكا.

أما بالنسبة لكل من غلاديوس , سينيور بينك , جورلا , ماتشفايس ,ديلينغر , لاو جي و شوغار فبيكا لم يتحدث معهم ابدا ولا يتفاعل معهم.

### الاعداء
مونكي دي لوفي يعتبر بيكا لوفي عدوه لأنه كان ينوي ضرب دوفلامينجو وبعد أن سخر لوفي كثيرا من صوته اراد بيكا القضاء عليه.

رورونوا زورو خاض زورو وبيكا عدة قتالات وقد اراد بيكا قتله خاصة بعد أن سخر زورو من صوته، وقد اعترف بتفوق زورو في القتال، وقد حاول تجنب قتاله ومهاجمة الضعفاء، ومع ذلك فزورو لم يكتفي منه باللحقة وقام بقطعه بسهولة.

## قوته وقدراته
بيكا هو قوي، لدرجة انه أصبح أحد المنفذين الاعلى لطاقم دونكيهوتي دوفلامينجو، وهو ثاني اقوى المنفذين بعد فيرغو 

حتى عندما كان طفلا كان قادرا على حرق مدينة بأكملها مع كل من فيرغو، تريبول وديامانتي اللذين كانوا أطفال، وخلال الثلاثين سنة كان بيكا وتريبول وديامانتي قادرون على هزيمة جيش دريسروزا بأكمله

و أيضا كانت فيولا قلقة بشان بيكا عندما كانت مع زورو ولوفي في القصر الملكي وهذا يدل على قوة بيكا، وكان بيكا واثقا من قوته كي يهزم جميع مقاتلين الكولوسيوم وقراصنة قبعة القش.

### فاكهة الشيطان
اكل بيكا من فاكهة ايشي ايشي نومي وهي من نوع الباراميسيا وتسمح له بالتحكم بالحجارة أو الاندماج معها

و عندما كان زورو ولوفي وفيولا في القصر الملكي خرج من الجدار وكان يتحكم بالقصر، ووفقا لفيولا هو ليس رجل الصخر لكنه رجل متحكم بالصخور، وهو قادر على السباحة في الصخور مثل المياه، وأيضا هو قادر على استخدام الحجارة كي يكبر من طول سيفه ويزيد نطاقه، وأيضا كان بيكا قادرا تكوين عملاق حجري ضخم جدا لدرجة كبيرة، وبما أن دريسروزا عبارة عن جزيرة صخرية فبيكا كان قادرا على تحريك الجزيرة بكاملها لكنه لم يفعل.

### هاكي
بيكا قادر على استخدام هاكي التصلب، وهو ثاني شخص يظهر في ون بيس يجعل الهاكي يغطي جسمه بالكامل بعد فيرغو، وقد كان بيكا يقول انه لا يمكن لأحد قطعه ان غطى جسمه بالهاكي لكن زورو قال بانه يستطيع قطعه إذا كان هاكي زورو اقوى من هاكي بيكا وبالفعل قطعه.

### سيفه
يمتلك بيكا سيف كبير الحجم وطويل يشبه سيف سكوراد، لكنه سيف ضعيف وكما نعته زورو مجرد سيف غبي.

## معاركه
- بيكا، ديامانتي وتريبول ضد جيش دريسروزا

النتيجة: فوز بيكا، تريبول وديامانتي
- بيكا ضد رورونوا زورو (القصر الملكي)

النتيجة: انسحاب بيكا
- بيكا ضد الملك إيليزابيلو الثاني ودون تشينجاو

النتيجة: قام تشينجاو وإيليزابيلو بتحطيم يد بيكا الحجرية.
- بيكا ضد مونكي دي لوفي (اعلا التمثال الحجري)

النتيجة: تجنب لوفي ضربة بيكا
- بيكا ضد رورونوا زورو (اعلا التمثال الحجري)

النتيجة: تفوق زورو بسهولة وانسحاب بيكا
- بيكا ضد رورونوا زورو (الهضبة الملكية القديمة)

النتيجة: فوز زورو بسهولة.

## هوامش
- بيكا هي كلمة أسبانية وكتلونية تعني المجرفة وهذا يدل على مكانته بعائلة دونكيهوتي
- بيكا هو ثالث شخصية في ون بيس يرمز له بالمجرفة، الأول كان بورتغاس دي إيس وقراصنته، والثاني هو الشخصية الفلر بير كينغ (ملك الدب)
- حقيقة ان فيرغو كان يلقب بكورازون وتعني القلب الذي يدل على أنه قلب العائلة، يدل على أن بيكا مجرد لقب وليس اسمه الحقيقي
- بيكا مقتبس من الاسطورة اليونانية نصف العملاق إنتيوس , كلاهما لا يقهر طالما انه لا يزال باتصال مع الأرض وكلاهما هزم في الهواء.